# ناقل بيانات داخلي
ناقل البيانات الداخلي (Interbus) هو ناقل تسلسلي النظام وهو ينقل البيانات بين أنظمة التحكم (على سبيل المثال، في أجهزة الكمبيوتر وربوتات التحكم) ويتعامل مع مداخل ومخارج (I/O) متوزعة مكانياً ومربوطة بالمستشعرات والمشغلات الميكانيكية.
تم تطوير الناقل للبيانات من قبل شركة فونكس كونتاكت الألمانية (Phoenix Contact) وبدء تطبيقه منذ العام 1987. يعتبر الناقل الداخلي من أهم النواقل التي تستخدم بروتوكول Fieldbus في التطبيقات الصناعية الآلية وهو مغطى المعايير بشكل كامل، أوربياً عبر معيار EN 50254 وعالمياً عبر المعيار IEC 61158.
توجد أكثر من 600 من الشركات التي تدمج تقنية الناقل الداخلي في أنظمة تحكمها وفي أجهزة (field devices).

## وصلات خارجية
- www.interbusclub.com
- www.phoenixcontact.com
- شرح بت القائم على شبكات الاستشعار بما في ذلك SeriPlex